# Digital Bullet
Albums de RZA
Ghost Dog: The Way of the Samurai
(1999) The World According to RZA
(2003)
Singles
1. Brooklyn Babies
Sortie : 2001
2. La Rhumba
Sortie : 2001

Digital Bullet est le deuxième album studio de RZA (sous le nom de Bobby Digital), sorti le 28 août 2001.
L'album s'est classé 1er au Top Independent Albums, 9e Top R&B/Hip-Hop Albums et 24e au Billboard 200.

## Liste des titres
| No  | Titre                                                                        | Contient un (des) sample(s) de                                                              | Durée |
| --- | ---------------------------------------------------------------------------- | ------------------------------------------------------------------------------------------- | ----- |
| 1.  | Intro/Show You Love                                                          | I Hate I Walked Away de Syl Johnson                                                         | 3:59  |
| 2.  | Can't Lose (featuring Beretta 9)                                             | Chains and Things de B. B. King                                                             | 1:46  |
| 3.  | Glocko Pop (featuring Method Man, Masta Killa et Street Life)                |                                                                                             | 4:53  |
| 4.  | Must Be Bobby                                                                | Silent Voices de Dionne Warwick                                                             | 3:28  |
| 5.  | Brooklyn Babies (featuring The Force M.D.s et Masta Killa)                   |                                                                                             | 3:51  |
| 6.  | Domestic Violence Pt. 2 (featuring Big Gipp)                                 |                                                                                             | 3:38  |
| 7.  | Do U (featuring Prodigal Sunn et GZA)                                        |                                                                                             | 4:03  |
| 8.  | Fools (featuring Killa Sin et Solomon Childs)                                | Everybody Plays the Fool (en) de The Main Ingredient Take Me to the Mardi Gras de Bob James | 3:18  |
| 9.  | La Rhumba (featuring Ndira, Method Man, Killa Sin, Beretta 9 et True Master) |                                                                                             | 4:21  |
| 10. | Black Widow Pt. 2 (featuring Ol' Dirty Bastard)                              | After Laughter (Comes Tears) de Wendy Rene Pussy Ain't Nothin' de Schoolly D                | 2:54  |
| 11. | Shady (featuring Intrigue et Beretta 9)                                      |                                                                                             | 4:09  |
| 12. | Break Bread (featuring Jamie Sommers)                                        |                                                                                             | 3:12  |
| 13. | Bong Bong (featuring Beretta 9 et Madame Cez)                                |                                                                                             | 4:11  |
| 14. | Throw Your Flag Up (featuring Crisis et Monk)                                | Trouble, Heartaches & Sadness d'Ann Peebles                                                 | 5:19  |
| 15. | Be a Man                                                                     | Drowning on Dry Land d'O. V. Wright                                                         | 3:23  |
| 16. | Righteous Way (featuring Junior Reid)                                        |                                                                                             | 5:22  |
| 17. | Build Strong (featuring Tekitha)                                             |                                                                                             | 4:34  |
| 18. | Sickness                                                                     |                                                                                             | 4:59  |

| 19. | Odyssey                                      | 3:42 |
| 20. | Cousins (featuring Cilvaringz et Doc Gynéco) | 3:24 |